# Суперкубок по гандболу
Суперкубок по гандболу — международный турнир по гандболу для мужских сборных проводится с 1979 года в Германии.
Турнир проходит каждые два года, чередуясь с Кубком Мира, обычно в ноябре.

## Регламент турнира
В Суперкубке участвуют, как правило, шесть сильнейших команд, разбитых на две группы (Чемпионы Мира, Европы и последних Олимпийских Игр). Сначала проходят групповые игры — каждый с каждым, затем перекрёстные полуфиналы (Победитель группы играет с командой, занявшая 2-е место в другой группе). Победители полуфиналов разыгрывают главный приз, а проигравшие встречаются в «малом» финале за 3-е место.
Постоянный участник — хозяйка соревнования Германия.

## Призёры Суперкубка
| Год  | 1-е место  | 2-е место | 3-е место |
| ---- | ---------- | --------- | --------- |
| 1979 | ФРГ        | Румыния   | СССР      |
| 1981 | СССР       | ФРГ       | Югославия |
| 1983 | Румыния    | СССР      | Югославия |
| 1985 | СССР       | ГДР       | ФРГ       |
| 1987 | ФРГ        | СССР      | ГДР       |
| 1989 | СССР       | ГДР       | Румыния   |
| 1991 | Испания    | СССР      | Швеция    |
| 1993 | Швеция     | Германия  | Швейцария |
| 1995 | Россия     | Германия  | Швеция    |
| 1998 | Германия A | Франция   | Россия    |
| 1999 | Россия     | Хорватия  | Швеция    |
| 2001 | Германия   | Россия    | Швеция    |
| 2003 | Испания    | Германия  | Швеция    |
| 2005 | Швеция     | Франция   | Россия    |
| 2007 | Польша     | Швеция    | Германия  |
| 2009 | Германия   | Дания     | Швеция    |